# 社會保障公平法案
《社會保障公平法案》（英語：Social Security Fairness Act）是第118屆美國國會通過的一項法律。 本法律廢除了美國社會保障的部份抵銷條款，增加了數百萬退休公教人員的退休金，是美國20年來第一次擴大社會保障的立法。法案由路易斯安那州眾議員加雷特·格拉維斯於2023年1月9日提出，並於2025年1月5日由美國總統喬·拜登簽署成為法律。

## 立法背景
美國社會保障制度中，退休人員一般可以依照平均指數月收入公式，在工作最少10年(40個季度)後取得政府發放的退休金。但考慮到社會保障體制的財政可持續性，當其時的美國國會通過了1983 年《社會保障修正案》，使得部份政府員工、鐵路工人、非營利組織工作者和教師在福利公式更改下，被降低了可取得的退休金。
《社會保障公平法案》廢除了政府退休金（Government Pension Offset）、暴利消除條款（Windfall Elimination Provision）的限制，使得數百萬人不再被降低退休金，預計250萬名退休人員每月能夠增加360美元所得。這法案受到兩黨普遍歡迎，包括當時的俄亥俄州聯邦參議員JD·范斯，但部份共和黨則堅決抵制，批評這立法會并在每年增加財赤195億美元，加速社會安全信託基金的破產速度。本次的修訂法案自2002年起提出，歷經22年終於被美國國會通過。